# Linha Nova
Linha Nova is een gemeente in de Braziliaanse deelstaat Rio Grande do Sul. De gemeente telt 1.516 inwoners (schatting 2009).